# Горіх чорний (ділянка № 1)
«Горіх чорний (ділянка № 1)» — ботанічна пам'ятка природи місцевого значення в Україні.
Пам'ятка природи зростає на території Чортківського району Тернопільської області, с. Дзвинячка, Мельнице-Подільське лісництво, квартал 67 виділ 3, лісове урочище «Дача „Гай”».
Площа — 2,10 га, статус отриманий у 1977 році.